# Propoot

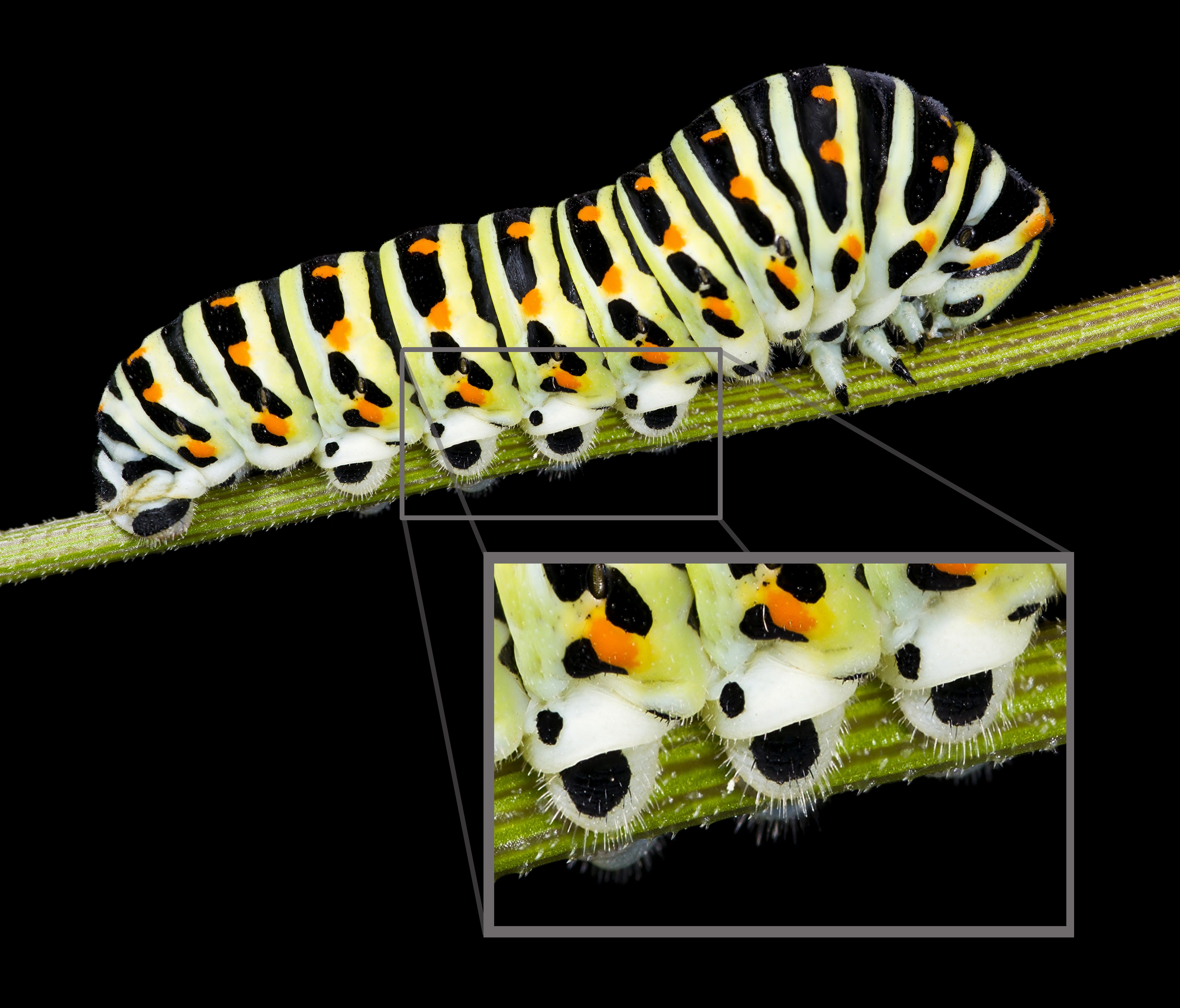
Rups van Papilio machaon met vijf paar propoten

De propoot, ook wel pseudopoot of schijnpoot is een vlezige poot die te vinden is bij sommige larven van insecten, met name bij vlinders en bladwespen. 
Anders dan de "echte" insectenpoten, is de propoot niet geleed. Het is in feite een dik uitsteeksel dat de larve kan intrekken en waarmee hij zich kan vasthouden. Op de propoot bevinden zich groepen haakjes, die een functie hebben bij het voortbewegen. De groepering en plaatsing van deze haakjes is behulpzaam bij de determinatie.
Bij vlinders wordt onderscheid gemaakt tussen de buikpoten, die zich bevinden op de middelste vier segmenten van de rups, en de naschuivers die zich aan het achterste segment van de rups bevinden.
Bij de imago zijn de propoten weer verdwenen.